# Fünf Sakya-Patriarchen
| Tibetische Bezeichnung                      |
| ------------------------------------------- |
| Wylie-Transliteration: sa skya gong ma lnga |
| Andere Schreibweisen: Sakya Gongma nga      |
| Chinesische Bezeichnung                     |
| Vereinfacht: 萨迦五祖                       |
| Pinyin:Sajia wuzu                           |

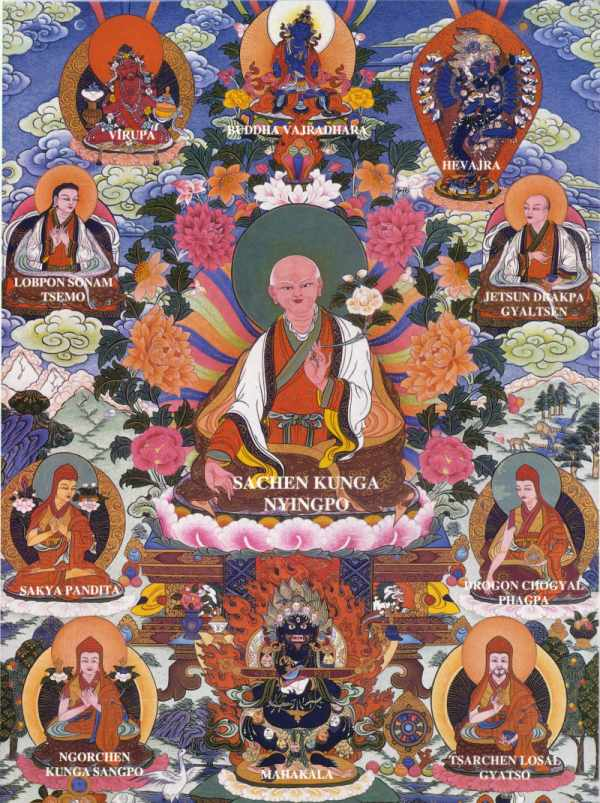
Sakya-Gründungsväter

Fünf Sakya-Patriarchen bzw. Fünf frühe Sakya-Manifestationen (tib.: sa skya gong ma lnga) u. a. ist die Sammelbezeichnung für die fünf Gründungsväter der Sakya-Tradition des tibetischen Buddhismus. 
Diese ehrwürdigen höchsten Meister der Sakya-Tradition haben diese zu ihrer vollen Blüte gebracht. Diese Meister sind (die ersten drei waren keine Mönche und sind als die drei Patriarchen in Weiß bekannt, die letzten beiden waren Mönche und sind als die zwei Patriarchen in Rot bekannt):
1. Sachen Künga Nyingpo (1092–1158)
2. Sönam Tsemo (1142–1182)
3. Dragpa Gyeltshen (1147–1216)
4. der Sakya Pandita Künga Gyeltshen (1182–1251)
5. Drogön Chögyel Phagpa (1235–1280)

Sie alle zählen nacheinander zu den Thronhaltern der Sakya-Schule (sa skya khri 'dzin).

## Sakya Kabum
Eine von Sönam Gyatsho (bsod nams rgya mtsho) erstellte tibetische Sammlung Sakya Kabum (sa skya pa'i bka' 'bum / The Complete Works of the Great Masters of the Sa skya Sect of the Tibetan Buddhism; übersetzt etwa: Gesammelte Werke der großen Meister der Sakya-Schule des tibetischen Buddhismus) erschien in der Reihe Bibliotheca Tibetica der Toyo Bunko in Tokio in 15 Bänden in den Jahren 1968–1969.
Eine neuere vom Chinesischen Forschungszentrums für Tibetologie in Peking erstellte Ausgabe der Gesammelten Werke der Fünf Sakya-Patriarchen (Sajia wuzu wenji 萨迦五祖文集) in 25 Bänden wurde 2016 auf der 68. Internationalen Frankfurter Buchmesse vorgestellt.